# Маннанов, Ирек Нагимович
 Ирек Нагимович Манна́нов (15 августа 1970, Белебей, Башкирская АССР — 8 января 2022) — спортсмен-паралимпиец. Заслуженный мастер спорта России (2002) по лыжным гонкам. Выдающийся спортсмен РБ (1998).

## Биография
Ирек Маннанов родился 15 августа 1970 года в г. Белебей Башкирской АССР. Инвалид по зрению.
Окончил Белебеевский машиностроительный техникум и Башкирский государственный педагогический университет.
Работал слесарем в Белебеевском УППВОС (Белебеевского учебно-производственное предприятие общества слепых). Занимался спортом в ДЮСШ г. Белебея (тренер Н. И. Савельев).
С 1998 года выступал за Школу высшего спортивного мастерства (тренеры А. А Гумеров, С. Р. Гумеров). Был членом сборной команды России с 1997 года.
Умер 8 января 2022 года.

## Достижения
- 10-кратный чемпион чемпионата России по лыжным гонкам (1998—2001);
- 4-кратный серебряный призёр чемпионата России по легкой атлетике в беге на 5000 и 10000 метров среди инвалидов по зрению (2000—2001 гг.);
- 2-кратный чемпион России (2003,2005 гг.);
- 2-кратный серебряный призёр чемпионатов Европы (1997, 2001 гг.);
- Бронзовый призёр чемпионатов Европы (1997°г. — дважды, 2001 г.) по лыжным гонкам на 5, 10, 15 км и в эстафете;
- Чемпион Мира (2003,2005 гг.);
- Серебряный призёр чемпионатов Мира (2000, 2003, 2005 гг.);
- Бронзовый призёр чемпионатов Мира (2-кратный, 2003, 2005 гг.);
- Серебряный призёр в индивидуальной гонке Паралимпийских игр в Турине-2006 г. по биатлону среди инвалидов по зрению
- Чемпион Паралимпийских игр (1998 г.) в гонке на 10 км
- Чемпион Паралимпийских игр (1998, 2002 гг.)
- Серебряный призёр Паралимпийских игр в эстафете (1998 г.), в гонке на 5 и 20 км, (2002 г.) на 5 и 10 км.
- Серебряный призёр Паралимпийских игр (2006 г.)
- Призёр (первое место) Чемпионата Мира по лыжным гонкам и биатлону г. Вуокатти (Финляндия, 2009 г.).

## Награды
- Орден Почета (1998 г.);
- Орден Дружбы народов (2005 г.);
- Орден «За заслуги перед Республикой Башкортостан» (2006 г.).